# Naundorf (Saxônia)
Naundorf é um município da Alemanha, situado no distrito da Saxônia do Norte, no estado da Saxônia. Tem 36,89 km² de área, e sua população em 2019 foi estimada em 2.247 habitantes.